# 定休日
| ウィキペディアには「定休日」という見出しの百科事典記事はありません（タイトルに「定休日」を含むページの一覧/「定休日」で始まるページの一覧）。 代わりにウィクショナリーのページ「定休日」が役に立つかもしれません。 |